# Escuela de Newlyn

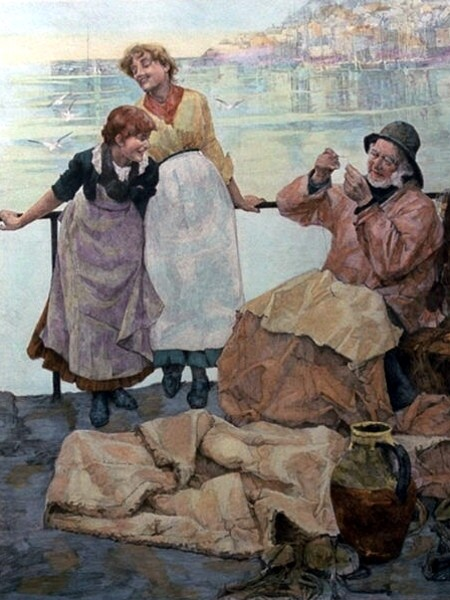
Frank Bramley: Enhebrando la aguja (1887).

Escuela de Newlyn se ha denominado al grupo de pintores que se reunieron en el pueblo pesquero de Newlyn, junto a Cornualles, entre 1899 y 1920, desarrollando modelos pictóricos cercanos al realismo social y lo paisajístico. Tanto sus postulados artísticos como sus técnicas plenairistas fueron similares y coetáneos de los de la escuela de Barbizon, en Francia, y de los macchiaioli italianos, es decir: el estudio de la luz, la necesidad de pintar del natural y al aire libre, y la selección de temas rurales —ejes doctrinales del naturalismo y el impresionismo—, en esta ocasión centrados en la vida de los pescadores, sus familias y su entorno.

## Historia
Tradicionalmente se ha considerado a Stanhope Forbes fundador de la colonia en 1899, respaldado por su esposa, la pintora canadiense Elizabeth Armstrong. Otros atribuyen a "Lamorna" Birch el papel de impulsor de la colonia y sus objetivos, si bien no era vecino de Newlyn. Las razones para haber escogido ese pequeño puerto costero fueron esencialmente su clima —que permitía a los artistas pintar del natural—, y la armonía de sus habitantes con el medio, como rememoraría el propio Forbes: «En Newlyn, cada esquina era un cuadro, y lo que es más importante para un pintor figurativo, la gente  parecía estar siempre posando en el lugar adecuado, en armonía con su entorno...».
La mirada naturalista de los pintores de Newlyn explotó en ocasiones la vena trágica de la comunidad pescadora, pero sin morbosidad, recogiendo escenas muy similares a las que, con otra luz y otra paleta pintó Joaquín Sorolla. 
En 1895 se creó el Comité Provisional del "Newlyn Art Gallery". Muchos de los artistas de Newlyn pertenecían o estaban relacionados con el "New English Art Club" y exponían en la "Royal Academy".
Coincidiendo con el cambio de siglo se sumaron a la colonia pintores de menor calidad que desdibujaron bastante su prestigio. Aunque aún siguieron trabajando en Newlyn pintores de la talla de Harold y Laura Knight o Dod y Ernest Procter, alumnos de Forbes antes de casarse en 1912.
En 2011 se creó una "nueva" escuela de Arte de Newlyn, con financiación estatal, concentrando en sus cursos a muchos de los artistas más conocidos que trabajan en Cornualles a comienzos del siglo XXI.

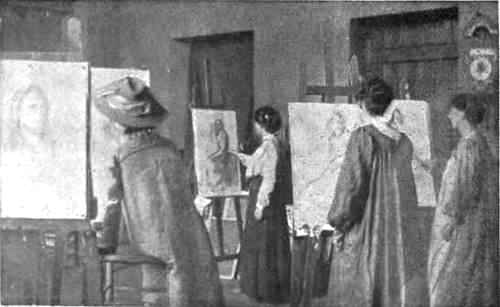
"Señoritas" trabajando en la "Newlyn Art School" dirigida por Elizabeth Forbes (foto de la "Every Woman's Encyclopaedia", 1910).

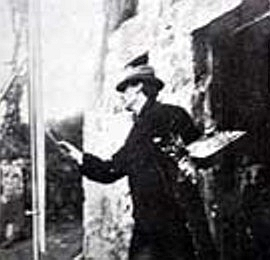
Stanhope Forbes pintando, hacia 1890.

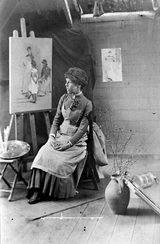
Elizabeth Forbes en su estudio, hacia 1890.

## Componentes
- Stanhope Forbes (1857-1947)
- Elizabeth Forbes (1859-1912)
- Lamorna Birch (1869-1955)
- Henry Scott "Tuke" (1858-1929) (pintor de adolescentes bañistas)
- Thomas Cooper Gotch (1854-1931) (luego pre-rafaelista)
- Norman Garstin (1847-1926) y su hija Alethea Garstin
- Walter Langley (1852-1922) (rama "socialista" de la colonia)
- Frank Bramley (1857-1915)
- Harold Knight (1874-1961)
- Laura Knight (1877-1970)
- "Dod" Procter (1892-1972)
- Ernest Procter (1886-1935)
- Mabel María Spanton (1874-1940) acuarelista distinguida